# Bytowskie Jeziora Lobeliowe
Bytowskie Jeziora Lobeliowe este o arie protejată (sit de importanță comunitară — SCI) din Polonia întinsă pe o suprafață de 2.490,32 ha, integral pe uscat.

## Localizare
Centrul sitului Bytowskie Jeziora Lobeliowe este situat la coordonatele 54°10′01″N 17°33′44″E / 54.167°N 17.5623°E.

## Înființare
Situl Bytowskie Jeziora Lobeliowe a fost declarat sit de importanță comunitară în aprilie 2004 pentru a proteja 1 specie de plante și 4 specii de animale.

## Biodiversitate
Situată în ecoregiunea continentală, aria protejată conține 12 habitate naturale: Ape oligotrofe din câmpii nisipoase, cu un conținut foarte redus de minerale (Littorelletalia uniflorae), Lacuri eutrofice naturale cu vegetație de tip Magnopotamion sau Hydrocharition, Lacuri și iazuri distrofice naturale, Fânețe de joasă altitudine (Alopecurus pratensis, Sanguisorba officinalis), Mlaștini oligotrofe degradate, capabile încă de regenerare naturală, Mlaștini turboase de tranziție și turbării mișcătoare, Păduri de fag Luzulo-Fagetum, Păduri de fag Asperulo-Fagetum, Păduri de stejar sau de stejar și carpen sub-atlantice și medio-europene de Carpinion betuli, Păduri acidofile de stejar bătrân cu Quercus robur pe câmpii nisipoase, Mlaștini împădurite, Păduri aluvionare cu Alnus glutinosa și Fraxinus excelsior (Alno-Padion, Alnion incanae, Salicion albae).
La baza desemnării sitului se află mai multe specii protejate:
- plante (1): Luronium natans
- amfibieni (1): triton cu creastă (Triturus cristatus)
- mamifere (1): vidră de râu (Lutra lutra)
- pești (2): zvârluga (Cobitis taenia), cicar (Lampetra planeri)